# ملانیا ترامپ
ملانیا کناوس ترامپ (انگلیسی: Melania Knauss Trump؛ با نام تولد ملانیا کناوس؛ زادهٔ ۲۶ آوریل ۱۹۷۰) مدل سابق اسلوونیایی-آمریکایی است که با دونالد ترامپ، رئیس‌جمهور ایالات متحده، ازدواج کرده است. از سال ۲۰۲۵، ملانیا ترامپ به‌عنوان بانوی اول ایالات متحده آمریکا خدمت می‌کند، نقشی که پیش‌تر از سال ۲۰۱۷ تا ۲۰۲۱ نیز بر عهده داشت. او اولین شهروند طبیعی‌شده (مهاجر دارای تابعیت) است که بانوی اول شده، دومین بانوی اول متولد خارج از آمریکا پس از لوئیزا آدامز، دومین بانوی اول کاتولیک پس از ژاکلین کندی، و دومین بانوی اولی است که این نقش را برای دو دورهٔ غیرمتوالی بر عهده گرفته، پس از فرانسیس کلیولند.
ملانیا کناوس در یوگسلاوی به دنیا آمد و از ۱۶ سالگی به‌عنوان مدل لباس مشغول به کار شد، در حالی که همزمان تحصیلات خود را ادامه می‌داد. او املای نام خود را تغییر داد و برای یافتن کار مدلینگ به پاریس و میلان سفر کرد تا اینکه با پائولو زامپولی آشنا شد؛ زامپولی او را استخدام کرد و در سال ۱۹۹۶ حامی مهاجرت او به ایالات متحده شد. او در منهتن به‌عنوان مدل فعالیت کرد و در آنجا زامپولی او را در سال ۱۹۹۸ به دونالد ترامپ معرفی کرد. ملانیا اندکی پس از آن با دونالد ترامپ وارد رابطه شد. ترامپ برای ملانیا مشاغل مدلینگ بیشتری فراهم کرد و ملانیا در جریان کمپین انتخاباتی ریاست‌جمهوری ۲۰۰۰ از او حمایت کرد. ملانیا و دونالد ترامپ در سال ۲۰۰۵ ازدواج کردند و سال بعد صاحب پسری به نام بارون ترامپ شدند. ملانیا در سال ۲۰۰۹ برند جواهرات خود را با نام «ملانیا» راه‌اندازی کرد.
ملانیا پس از تشویق دونالد برای نامزدی در انتخابات ریاست‌جمهوری ۲۰۱۶، به‌ندرت در کمپین‌های انتخاباتی ظاهر شد و به‌جای آن به دونالد در تدوین استراتژی کمک کرد. او در طول کمپین به دلیل انتشار عکس‌های اروتیک از دوران مدلینگش و همچنین به دلیل کپی‌برداری بخشی از سخنرانی‌اش در کنوانسیون ملی جمهوری‌خواهان ۲۰۱۶ از سخنرانی مشابه میشل اوباما، توجه گستردهٔ رسانه‌ها را به خود جلب کرد. در ماه منتهی به انتخابات، او از همسرش در برابر جنجال ناشی از انتشار نوار اکسس هالیوود که کمپین او را درگیر رسوایی کرده بود، دفاع کرد.
ملانیا در ماه‌های اولیهٔ دوران بانوی اولی خود در منهتن ماند تا پسرش بارون بتواند سال تحصیلی را در آنجا به پایان برساند و همچنین قرارداد پیش از ازدواج خود را بازنگری کند. پس از نقل مکان به کاخ سفید، او فعالیت‌های محدودی داشت و نسبت به بانوان اول پیشین، رویدادهای کمتری برگزار کرد. ملانیا در سال ۲۰۱۸ با چالش‌هایی از جمله اتهامات روابط خارج از ازدواج همسرش، جراحی برای بیماری کلیوی، و تور آفریقا—که به‌وسیلهٔ توجه عموم بر نحوهٔ پوشش و رفتار شخصی‌اش تحت‌الشعاع قرار گرفته شد—مواجه گردید. در طول دوران بانوی اولی، ملانیا بر مسائل کودکان تمرکز کرد و کمپین بهترین باش را برای ارتقای رفاه کودکان راه‌اندازی کرد و از بیمارستان‌های کودکان متعددی بازدید نمود. او همچنین مشاور نزدیک همسرش بود و بر تصمیم‌گیری‌هایی مانند پایان دادن به سیاست جداسازی خانواده‌ها در دولت ترامپ و ممنوعیت کارتریج‌های سیگار الکترونیکی با طعم میوه تأثیر گذاشت. در ماه‌های پایانی اولین دورهٔ بانوی اولی‌اش، ملانیا از ادعاهای نادرست همسرش دربارهٔ تقلب در انتخابات ریاست‌جمهوری ۲۰۲۰ حمایت کرد. پس از ترک کاخ سفید در سال ۲۰۲۱، او عمدتاً از انظار عمومی دور ماند تا اینکه در سال ۲۰۲۵ دوباره نقش بانوی اول را بر عهده گرفت.

## زندگی
ملانیا کناوس در سال ۱۹۷۰ در نوو مستو واقع در جنوب شرقی اسلوونی واقع در یوگسلاوی زاده شد.
کناوس در آپارتمانی ساده در یک بلوک مسکن در سئونیتسا در دره ساوای سفلی بزرگ شد. پدرش در اتحادیه کمونیست‌های یوگسلاوی حضور داشت که سیاست بی‌خدایی حکومتی را داشتند اما چنان‌که معمول بود، دخترانش مخفیانه غسل تعمید کاتولیک داده شده بودند. وقتی در سال ۲۰۱۷، ترامپ‌ها با پاپ فرانسیس در واتیکان دیدار کردند، ملانیا رزاری‌اش را آورد و از پاپ خواست آن را متبرک کند.
او یک سال در دانشگاه لیوبلیانا تحصیل کرد و سپس ترک تحصیل کرد. او در خانه‌های مد پاریس، فرانسه کار کرد تا این که در سال ۱۹۹۶ به نیویورک نقل مکان کرد. قرارداد و ویزای او را پائولو زامپولی، تاجر ایتالیایی برای وی فراهم کرد. او که با عکاسانی نظیر هلموت نیوتن کار می‌کرد، عکس وی بر صفحه اول مجلاتی چون هارپرز بازار، اوشن درایو، این ستایل ودینگز، نیویورک، اونیو، آلور، ونتی فر (ایتالیا) و ووگ (پس از ازدواج با ترامپ) و جی‌کیو (بریتانیا) چاپ شده است،
ملانیا ترامپ علاوه بر کار مدلینگ، ابتدا در سال ۲۰۱۰، یک خط تولید جواهرات و سپس در سال ۲۰۱۳، یک خط تولید محصولات مراقبت از پوست با پایهٔ خاویار را راه اندازی کرد.
او به شش زبان صربی‌کرواتی، انگلیسی، فرانسوی، ایتالیایی، آلمانی و اسلوونیایی (مادری) صحبت می‌کند.

### ازدواج با ترامپ
ترامپ و ملانیا همدیگر را برای اولین بار در هفته مد نیویورک در سپتامبر ۱۹۹۸ ملاقات کردند. در آن زمان دونالد ترامپ اگرچه همسر مارلا میپلز بود ولی از یکدیگر جدا زندگی می‌کردند. ملانیا پس از مدت کوتاهی، رابطه را قطع کرد اما این دو مجدداً رابطه را آغاز کردند. رابطهٔ ملانی و ترامپ در سال ۱۹۹۹ مورد توجه قرار گرفت و با پخش برنامه تلویزیونی کارآموز پوشش عمومی بیشتری پیدا کرد.
ترامپ و ملانیا کناوس در سال ۲۰۰۴ نامزد شدند و در سال ۲۰۰۵ در کلیسای اسقفی در پام بیچ، فلوریدا رسماً ازدواج کردند. از مهمانان جشن آن‌ها می‌توان به کیتی کوریک، مت لاور، رودی جولیانی، استر جونز، باربارا والترز، ریجیس فیلبین، کلی ریپا و بیلی جول اشاره کرد. هیلاری کلینتون در ازدواج به عنوان مهمان دونالد ترامپ شرکت کرد.

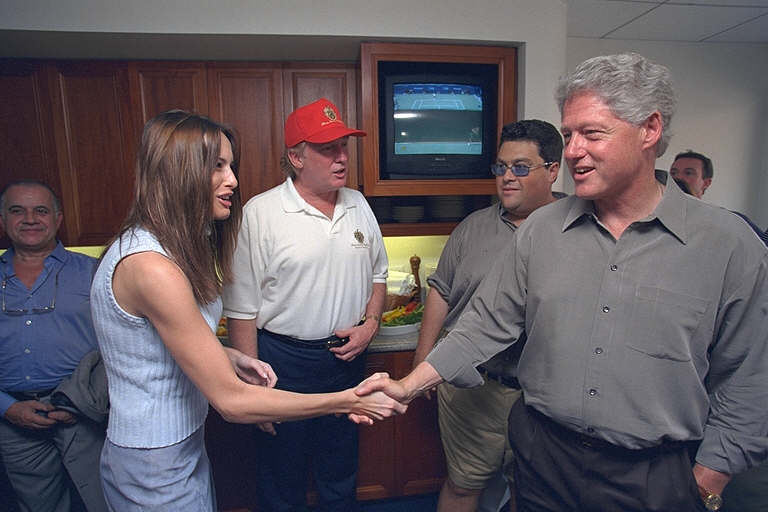
ملانیا ترامپ در حال دست دادن با بیل کلینتون در سال ۲۰۰۰

### سلامت
در تاریخ ۲ اکتبر سال ۲۰۲۰، رئیس‌جمهور ترامپ با انتشار توئیتی اعلام کرد که آزمایش کروناویروس سندرم حاد تنفسی ۲ او و ملانیا مثبت بوده و بلافاصله قرنطینه می‌شوند. بعداً در همان روز، ترامپ گفت که ملانیا «علائم خفیف» را تجربه می‌کند اما «در کل احساس خوبی دارد».

## کارزار انتخاباتی ۲۰۱۶
در نوامبر ۲۰۱۵ او در پاسخ به سؤالی در رابطه با نامزدی همسرش در انتخابات گفت: «من او را تشویق کردم به خاطر کارهایی که می‌خواهد و می‌تواند برای آمریکا انجام دهد. او مردم آمریکا را دوست دارد و می‌خواهد به آن‌ها کمک کند».

### جنجال تقلید در سخنرانی
وی در روز ۱۸ ژوئیهٔ ۲۰۱۶ و در اولین روز مجمع انتخاباتی جمهوری‌خواهان ۲۰۱۶ سخنرانی کرد. سخنرانی او شامل یک بند تقریباً یکسان با سخنرانی میشل اوباما در مجمع انتخاباتی دموکرات‌ها در سال ۲۰۰۸ بود. هنگامی که از ملانیا دربارهٔ آن سخنرانی پرسیدند، او گفت که با کمترین کمک ممکن متن سخنرانی را نوشته است. دو روز بعد مردیث مک‌ایور، یکی از نویسندگان ترامپ، مسئولیت این موضوع را بر عهده گرفت و بابت آن عذرخواهی کرد.

## ادعای کارگری جنسی
در سپتامبر ۲۰۱۶ روزنامه دیلی میل بریتانیا و یک وبلاگ‌نویس آمریکایی با انتشار عکس‌های عریان از ملانیا مدعی شدند که او در دهه ۹۰ میلادی و پیش از آشنایی با ترامپ به ارائه خدمات جنسی به مشتریان پولدار مشغول بوده است. در عین حال همسر ترامپ این ادعا را رد و درخواست غرامت ۱۵۰ میلیون دلاری کرد. در آوریل ۲۰۱۷ پس از پیگیری‌های قانونی، روزنامه دیلی میل ضمن عذرخواهی بابت این گزارش، آن را تکذیب کرده و بیان کرد: «ما می‌پذیریم که این ادعاها دربارهٔ خانم ترامپ صحت ندارد، ما آن‌ها را پس می‌گیریم و رد می‌کنیم… ما توافق کرده‌ایم که خسارت و هزینه‌های او را پرداخت کنیم». میزان پرداخت غرامت این نشریه به ملانیا ترامپ حدود ۳ میلیون دلار گزارش شده است.